# Contea di Lan
La contea di Lan (岚县S, Lán XiànP) è una contea della Cina, situata nella provincia dello Shanxi e amministrata dalla prefettura di Lüliang.